# Thạnh Mỹ, Đà Nẵng
Thạnh Mỹ là xã thuộc thành phố Đà Nẵng, Việt Nam.

## Địa lý
Thị trấn Thạnh Mỹ nằm ở phía đông huyện Nam Giang, có vị trí địa lý:
- Phía đông giáp huyện Đại Lộc và huyện Nông Sơn
- Phía tây giáp xã Tà Pơơ
- Phía nam giáp xã Cà Dy và xã Tà Bhing
- Phía bắc giáp huyện Đông Giang.

Thị trấn Thạnh Mỹ có diện tích 206,58 km², dân số năm 2019 là 7.616 người, mật độ dân số đạt 37 người/km².

## Lịch sử
Thị trấn Thạnh Mỹ được thành lập vào năm 1981 trên cơ sở một phần diện tích và dân số của xã Zơ Nông vừa giải thể.

## Hành chính
Thị trấn Thạnh Mỹ được chia thành 9 thôn: Hà Ra, Thạnh Mỹ III, Pà Dấu II, Thạnh Mỹ II, Pà Dấu I, Dung, Mực, Đồng Râm, Hoa.